# Sphères élastiques infiniment dures
Les sphères élastiques infiniment dures, en abrégé sphères dures, sont un modèle d'interaction entre atomes ou molécules utilisé en physique statistique. Il assimile ces atomes ou molécules à des sphères impénétrables, dont l'interaction se réduit à un choc élastique.
Le potentiel très simple qui décrit l'interaction néglige la partie attractive du potentiel réel mais permet des calculs analytiques donnant de bons ordres de grandeur pour les équations d'état, les propriétés de transport dans les fluides et même certains changements d'état.

## Potentiel sphères dures
Ce potentiel s'écrit :
{\displaystyle E(r)=\left\{{\begin{matrix}0&{\mbox{si}}\quad r\geq \sigma \\\infty &{\mbox{si}}\quad r<\sigma \end{matrix}}\right.}
où r est la demi-distance entre les centres des atomes ou molécules (des sphères de rayon σ).

## Utilisation pour un gaz
La première utilisation historiquement importante est la loi de distribution des vitesses de Maxwell.
Par ailleurs ce potentiel permet :
- de calculer analytiquement les coefficients de transport : coefficient de diffusion, viscosité et conductivité par l'intermédiaire des intégrales de collision.
- de calculer les termes successifs du viriel d'un fluide (analytiquement jusqu'au terme B4, par intégration numérique pour les termes suivants).

## Utilisation pour un gaz dense ou un liquide
Il n'existe pas de théorie aussi complète pour les milieux denses que pour les gaz. Toutefois le modèle de sphères dures permet d'aboutir à un certain nombre de résultats intéressants dont on peut citer quelques exemples.
- L'utilisation de ce potentiel dans la méthode de Percus-Yevick pour la résolution de l'équation d'Ornstein-Zernike permet d'obtenir analytiquement la fonction de distribution radiale dans un milieu dense[3],[4].
- David Enskog a montré qu'il est possible de généraliser la méthode de Chapman-Enskog à un milieu dense constitué de sphères dures[2].

## Potentiels dérivés
- Le potentiel sphères dures ne donne qu'une approximation médiocre de la viscosité. G. A. Bird a proposé une modification simplement utilisable pour une simulation directe Monte-Carlo[5] en conservant la forme du potentiel mais en faisant de {\displaystyle \sigma } une fonction de la vitesse de collision relative {\displaystyle g}. C'est le potentiel sphères dures à rayon variable (en anglais variable hard sphere ou VHS). La relation {\displaystyle \sigma =f(g)} est construite à partir la viscosité par l'intermédiaire de l'angle de déviation {\displaystyle \chi =2\arccos {\left({\frac {b}{\sigma }}\right)}} où {\displaystyle b} est le paramètre d'impact de la collision[6].
- Plus tard K. Koura et H. Matsumoto ont introduit une variante permettant de respecter simultanément viscosité et diffusion en introduisant un paramètre réglable {\displaystyle \alpha } dans l'angle de déviation, écrit {\displaystyle \chi =2\arccos {\left({\frac {b}{\sigma }}\right)^{\frac {1}{\alpha }}}}[7],[6]. C'est le potentiel sphères douces à rayon variable (en anglais Variable Soft Sphere ou VSS).
- Le modèle d'interaction sphères dures a été étendu par G. H. Bryan (1894) à des échanges rotation-translation en introduisant un échange impulsionnel au point de contact, parallèle à la surface[2]. Ce modèle est connu sous le nom de sphères élastiques infiniment dures parfaitement rugueuses.
- Dans le même but James Jeans a introduit des sphères dures balourdées en 1904[2].